# 2003-as strandlabdarúgó-világbajnokság
A 2003-as strandlabdarúgó-világbajnokság volt a 9. világbajnokság a standfutball történetében. A tornát 2003. február 16. és február 23. között rendezték meg Brazíliában, Rio de Janeiróban. A világbajnok Brazília lett.

## Résztvevők
Rendező:
- Brazília (Dél-amerikai zóna)

Európai zóna
- Franciaország
- Olaszország
- Portugália
- Spanyolország

Dél-amerikai zóna
- Uruguay

Észak-amerikai zóna
- Egyesült Államok

Ázsiai zóna
- Japán

## Eredmények

### Csoportkör
| Jelmagyarázat                 |
| ----------------------------- |
| Továbbjutott a csoportkörből. |
| Kiesett a csoportkörből.      |

#### A csoport
| Csapat           | M | Gy | D | V | G+ | G– | Gk  | P |
| ---------------- | - | -- | - | - | -- | -- | --- | - |
| Brazília         | 3 | 3  | 0 | 0 | 26 | 6  | +20 | 9 |
| Spanyolország    | 3 | 2  | 0 | 1 | 19 | 13 | +6  | 6 |
| Olaszország      | 3 | 1  | 0 | 2 | 11 | 19 | –8  | 3 |
| Egyesült Államok | 3 | 0  | 0 | 3 | 8  | 26 | –18 | 0 |

| 2003. február 16. |

| Brazília | 6–3 | Spanyolország |
| -------- | --- | ------------- |
|          |     |               |

| Copacabana |

| 2003. február 17. |

| Spanyolország | 8–3 | Egyesült Államok |
| ------------- | --- | ---------------- |
|               |     |                  |

| Copacabana |

| 2003. február 18. |

| Brazília | 7–2 | Olaszország |
| -------- | --- | ----------- |
|          |     |             |

| Copacabana |

| 2003. február 19. |

| Olaszország | 5–4 | Egyesült Államok |
| ----------- | --- | ---------------- |
|             |     |                  |

| Copacabana |

| 2003. február 20. |

| Brazília | 13–1 | Egyesült Államok |
| -------- | ---- | ---------------- |
|          |      |                  |

| Copacabana |

| 2003. február 21. |

| Spanyolország | 8–4 | Olaszország |
| ------------- | --- | ----------- |
|               |     |             |

| Copacabana |

#### B csoport
| Csapat        | M | Gy | D | V | G+ | G– | Gk  | P |
| ------------- | - | -- | - | - | -- | -- | --- | - |
| Franciaország | 3 | 2  | 0 | 1 | 20 | 14 | +6  | 6 |
| Portugália    | 3 | 2  | 0 | 1 | 14 | 10 | +4  | 6 |
| Uruguay       | 3 | 2  | 0 | 1 | 9  | 9  | 0   | 6 |
| Japán         | 3 | 0  | 0 | 3 | 4  | 14 | –10 | 0 |

| 2003. február 16. |

| Uruguay | 2–1 | Japán |
| ------- | --- | ----- |
|         |     |       |

| Copacabana |

| 2003. február 17. |

| Franciaország | 8–6 | Portugália |
| ------------- | --- | ---------- |
|               |     |            |

| Copacabana |

| 2003. február 18. |

| Portugália | 5–1 | Japán |
| ---------- | --- | ----- |
|            |     |       |

| Copacabana |

| 2003. február 19. |

| Uruguay | 6–5 | Franciaország |
| ------- | --- | ------------- |
|         |     |               |

| Copacabana |

| 2003. február 20. |

| Portugália | 3–1 | Uruguay |
| ---------- | --- | ------- |
|            |     |         |

| Copacabana |

| 2003. február 21. |

| Franciaország | 7–2 | Japán |
| ------------- | --- | ----- |
|               |     |       |

| Copacabana |

### Egyenes kieséses szakasz

#### Elődöntők
| 2003. február 22. |

| Spanyolország | 5–4 | Franciaország |
| ------------- | --- | ------------- |
|               |     |               |

| Copacabana |

| 2003. február 22. |

| Brazília | 7–2 | Portugália |
| -------- | --- | ---------- |
|          |     |            |

| Copacabana |

#### Bronzmérkőzés
| 2003. február 23. |

| Portugália | 7–4 | Franciaország |
| ---------- | --- | ------------- |
|            |     |               |

| Copacabana |

#### Döntő
| 2003. február 23. |

| Brazília | 8–2 | Spanyolország |
| -------- | --- | ------------- |
|          |     |               |

| Copacabana |

| A 2003-as strandlabdarúgó-világbajnokság győztese |
| ------------------------------------------------- |
| BRAZÍLIA 8. cím                                   |

## Különdíjak

### Gólkirály
| Hely | Játékos          | Gólok |
| ---- | ---------------- | ----- |
| 1    | Neném (Brazília) | 9     |

### Legjobb játékos
| Játékos                  |
| ------------------------ |
| Amarelle (Spanyolország) |

### Legjobb kapus
| Játékos               |
| --------------------- |
| Robertinho (Brazília) |

## Külső hivatkozások
- rsssf.com (angolul)